# Bela Čikoš Sesija
Bela Čikoš Sesija (Osijek, 27. siječnja 1864. – Zagreb, 11. veljače 1931.), bio je hrvatski slikar i likovni pedagog, jedan od osnivača Akademije likovnih umjetnosti u Zagrebu. 
Jedan je od začetnika Moderne u hrvatskoj likovnoj umjetnosti na razmeđi 19. i 20. stoljeća. Osim akademizma na čijim je temeljima započinjao svoje stvaralaštvo, Čikoš se priklonio i simbolističkoj i secesijskoj struji u hrvatskoj umjetnosti. Ljubo Babić, svojevremeno Čikošev učenik, naziva ga „intelektualnim vođom hrvatske secesije“, a Grgo Gamulin u svom pregledu hrvatske umjetnosti „najodređenijim simbolističkom slikarom prvog vala.“ Osim svojom stvaralačkom djelatnošću, Čikoš se istaknuo i kao prvi likovni pedagog u hrvatskoj sredini, suosnivač prve privatne likovne škole iz koje kasnije izrasta Akademija likovnih umjetnosti u Zagrebu na kojoj radi i kao predavač. 
Čikošev rad karakterizira izrazita stilska raznolikost koja varira između akademskog realizma, secesije i simbolizma, te odabir najrazličitijih tema – od mitoloških, religioznih, povijesnih, pa sve do portreta i pejzaža. 

## Životopis

### Obitelj
Bela (Adalbert) Čikoš Sesija rođen je u Osijeku 1864. godine. Čikošev otac Petar bio je krajiški kapetan u službi Austro-Ugarske Monarhije. Sudjelovao je 1849. godine u bitki kraj Novare u sjeverozapadnoj Italiji. Za hrabrost u toj bitki dobiva viteški naslov, odnosno dodatak prezimenu, Sesia. Čikoševa majka Justina, rođena Modesti, potječe iz utjecajne obitelji koja se isticala djelovanjem u osječkim kulturnim krugovima, a njezin otac Petar Modesti bio je također profesionalni vojnik, kapetan. Njegovo prezime Čikoš mađarskoga je podrijetla. Što se tiče načina pisanja njegova prezimena, pa i dodatka prezimenu, postoji nekoliko inačica, a čak se i Čikoš na svojim djelima potpisivao na više načina. Tako Čikoš možemo pisati i Csikos, a sam se jedan puta potpisivao Sesia, a drugi puta Sessia, s dva „s“. 

### Školovanje
S obzirom na očevu vojnu karijeru i česte selidbe, Čikoš je školovanje započeo 1870. godine u rodnom Osijeku gdje završava svega jednu godinu osnovne škole. Osnovnu školu nastavlja pohađati u Bjelovaru između 1871. i 1873. godine gdje ju i završava. Potom obitelj seli u Trst gdje upisuje i pohađa građansku školu 1873./74., a potom upisuje nižu vojnu školu u Kisegu (1874. – 1879.) a nakon toga Kadetsku školu (Kadettenschule) u Karlovcu (1879. – 1882.). 
Vojnu karijeru gradi od 1882. godine kao kadet u 78. osječkoj pješačkoj pukovniji pod zapovjedništvom baruna Josipa Šokčevića u Osijeku. Godine 1883. dobiva čin zastavnika, a 1886. godine unaprijeđen je u čin poručnika. Međutim, već 1887. godine napušta vojsku odbivši raditi na osiguranju jednog mađarona koji je bio kandidat na izborima za Hrvatski sabor.

### Umjetnička karijera
Iste godine (1887.), u dobi od dvadeset i tri godine, upisuje studij slikarstva na Akademiji likovnih umjetnosti u Beču u klasi profesora Juliusa Bergera. Već 1888. godine sudjeluje na izložbi nagrađenh studentskih radova. Godine 1889. dobiva zlatnu medalju za kompoziciju Propast Troje, a 1891. godine zlatnu medalju za kompoziciju Gradnja piramida. Za Čikoša se često ističe kako je možda najveći majstor kompozicije u hrvatskoj likovnoj umjetnosti. Nevjerojatno je da je u osnovnoj školi iz crtanja imao svega dvicu. Još tijekom studija (1891.) sudjeluje u oslikavanju dekoracije „pompejanske sobe“ Odjela za bogoštovlje i nastavu (današnje zgrade Hrvatskog instituta za povijest u Opatičkoj 10 na zagrebačkom Gornjem gradu). Akademiju u Beču završio je 1891. godine. Iste godine upisuje u Beču Specijalnu školu za povijesno slikarstvo kod profesora Leopolda Carla Müllera 1891./92.
Godine 1892. za ranije spomenutu „pompejansku sobu“ radi seriju povijesnih prizora (Sappho, Prometej, Grčki gymnasion, Borba Herakla i Anteja). Njegov rad nadzire i usmjerava njegov dugogodišnji mentor i mecena Isidor Kršnjavi, predstojnik Odjela za bogoštovlje i nastavu. Nezadovoljan Čikoševim skicama za Grčki gymnasion, financira njegovo putovanje u Veneciju zajedno s profesorom Ivanom Bauerom, kiparom Robertom Frangešom Mihanovićem i slikarom Ferdom Kovačevićem, a potom ga šalje i na doškolovanje na minhensku Akademiju likovnih umjetnosti kod profesora Wilhelma Lindenschmita. Te godine vjenčao se s Justinom Raymann. Još jedno studijsko putovanje poduzima 1893. godine u Campaniju: Napulj, Pompeje i mjestašce Bosco Tre Case, gdje boravi od lipnja 1893. do ožujka 1894. godine . Radi uglavnom na pejzažima, a osobito su zanimljivi oni nastali u Bosco Tre Case koje karakterizira geometrizacija ploha i izrazito reducirani izraz, usredotočenost na svjetlost juga i gotovo metafizička atmosfera. Godine 1894. Kršnjavi ga šalje na dodatnu specijalizaciju u München kod profesora Karla Marra, a potom u prosincu dolazi u Zagreb gdje se trajno nastanjuje. 

#### Utjecaj Vlahe Bukovca
Godine 1893. u Zagreb dolazi Vlaho Bukovac, a Čikoš se vrlo brzo priključuje krugu umjetnika koji su se okupili oko njega. To je dakako u velikoj mjeri utjecalo na Čikoševo slikarstvo. On uvodi svjetlije tonove u svoju paletu, sve se više okreće boji kao oblikovnom sredstvu uvodeći u svoje radove tehniku poentilizma (kao na Poluaktu djevojke iz 1895. godine i Portretu mladog svećenika iz 1899. godine) Slična načela prihvaćaju i drugi umjetnici što će rezultirati postupnim formiranjem t.zv. „zagrebačke šarene škole“. Međutim, utjecaj nipošto nije bio jednostran. Čikoš je, kao već formiran slikar (i nadaleko poznat majstor kompozicije), najvjerojatnije sugerirao Bukovcu neke od kompozicija. Takvo što može potvrdti i malena komorna slika Bukovac slika Dubravku. Još jedno svjedočanstvo njihova prijateljstva jest Bukovčeva histrorijska kompozicija Dubravka prid dvorom, na kojoj Čikoš sa suprugom Justinom igra ulogu promatrača scene s jednog od prozora Kneževa dvora u Dubrovniku. 
Čikoševo stvaralaštvo u velikoj je mjeri usmjeravao i konzervativno nastrojen Izidor Kršnjavi koji je nezadovoljan Čikoševim prijateljstvom s Bukovcem osuđivao njegovo prihvaćanje Bukovčeva „lošeg“ savjeta- fa presto, odnosno brzog načina rada. Zbog tih sukoba Bukovac u prosincu 1895. godine napušta Zagreb.

### Nakon 1895. godine
Čikoš 1895. godine dobiva posao učitelja crtanja u Ogulinu, a potom je dodijeljen na rad u zagrebačkoj Realnoj gimnaziji. Godine 1896. konačno dobiva vlastiti atelijer u Zagrebu i započinje rad na brojnim narudžbama koje mu ponovno daje Kršnjavi. Taj dio Čikoševa opusa, u većoj ili manjoj mjeri, ima ulogu europeizacije i elitnog uzdizanja hrvatske umjetnosti i možda je njegov najproduktivniji stvaralački period. Tako za središnji kulturni događaj u regiji 1896. godine, Milenijsku izložbu u Budimpešti (za koju je po prvi puta podignuta konstrukcija današnjeg Umjetničkog paviljona u Zagrebu), Čikoš izvodi ciklus akvarela- veduta hrvatskih gradina i ruševina s ciljem prezentiranja Hrvatske i njenog krajolika. Te radove karakterizira protosecesijska dekorativnost, osobito ako se pažnja usmjeri na dekorativne elemente (poput cvijeća, vila i sl. koji izlaze van okvira) ili pak stilizirane okvire. Na istom ciklusu radio je i slikar Oton Iveković. 
Na četiri platna velikih dimenzija 1898. godine radi za Ured za bogoštovlje i nastavu: Marko Antonije nad mrtvim Cezarom, Odisej ubija prosce, Dante pred vratima čistilišta i Walpurgina noć. Iako crpe inspiraciju iz potpuno različitih izvora (povijesna scena, Homerova Odiseja, prizor iz IX. pjevanja Danteova Čistilišta i prizor iz drugog dijela Goetheova Fausta), tim radovima zajednička je jasno izražena simboličnost i utjecaj secesijskih strujanja u samoj tehnici- poigravanjem svjetlošću i zrakastim poentilizmom naznačena je prisutnost nečeg nevidiljivog. 1898./1899. radi ciklus Innocentia od deset slika rađenih prema noveli Milivoja Dežmana. Ostvaren zrakastim poentilizmom, tako karakterističnim za Čikoša, ciklus Innocentia „vjerojatno je najizrazitije djelo naše secesije.“ (G. Gamulin, Hrvatsko slikarstvo na prijelazu iz XIX. u XX. stoljeće, Zagreb, 1995.) Ciklus je izložen na austro-ugarskoj izložbi u Petrogradu 1899./1900., nakon čega ga otkupljuje kneginja Durdin. Danas je poznat samo manji dio ciklusa, uglavnom skice i pripremni crteži.
Svjetsku izložbu u Parizu održanu 1900. godine aranžira zajedno s Robertom Frangešom Mihanovićem i Vlahom Bukovcem.  
Zagreb napušta 1902. godine, prvenstveno iz ekonomskih razloga, i zajedno sa slikarom Robertom Auerom odlazi u Ameriku. Time Čikoš zatvara prvu fazu svoga stvaralaštva u kojoj je „prešao od zatvorenog tonskog slikanja prema kolorističkoj jedrini i oblikovnoj razvedenosti odigravši pritom bitnu ulogu u oslobađanju hrvatskog slikarstva od akademske sputanosti u smjeru modernijih, kreativno poticajnijih nastojanja.“ (R. Vuković, Za Psihom, sliko!: Bela Csikos Sesia: 1864.-1931.: retrospektiva, katalog izložbe, Zagreb, 2012.)

### Nakon povratka iz Amerike
Godine 1903. vraćaju se u Zagreb bez očekivanih financijskih uspjeha. Čikoš, zajedno sa slikarom Mencijem Klementom Crnčićem otvara prvu privatnu likovnu školu – „Risarski i slikarski tečaj“ na Prilazu 38a (današnji Deželićev prilaz), u prostorijama bivše mrtvačnice rodilišta. To je bio prvi pokušaj uvođenja sustavne likovne naobrazbe u hrvatskoj sredini. Godine 1907. škola će biti pretvorena u Privremenu višu školu za umjetnost i umjetni obrt, kasniju Umjetničku akademiju, odnosno Akademiju likovnih umjetnosti u Zagrebu, na kojoj je Čikoš nastavio predavati. U toj drugoj fazi Čikoševa stvaralaštva, mitološku tematiku sve više zamjenjuju motivi iz Biblije, nacionalne povijesti i ekscentrično izrazito secesijsko dekorativni ženski aktovi. Jedan od najpoznatijih radova s tematikom nacionalne povijesti je Pokrštenje Hrvata koje Čikoš radi 1907. godine za Zlatnu dvoranu Ureda za bogoštovlje i nastavu. Također, Čikoš neke od tema ponavlja gotovo opsesivno i s minimalnim varijacijama. Tako je temu „Salome“ (kći kralja Heroda) slikao svaki puta iznova između 1906. i 1919. godine. Od 1919. godine bio je redoviti član JAZU.
Sve do svoje smrti 1931. godine Čikoš je živio prilično povučeno, ali izlažući na brojnim izložbama. Unatoč akademskom konzervativnom školovanju brojnim ograničenjima koja mu je postavljao Izidor Kršnjavi kao mentor i mecena, Čikoš se uspio izboriti za moderan izraz, istaknuvši se kao jedan od predvodnika simbolizma i secesije u hrvatskoj likovnoj umjetnosti. Tomu je uvelike pridonijelo pridruživanje krugu umjetnika okupljenih oko Vlahe Bukovca koji takve poticaje donosi s pariške Akademije. Međutim, Čikoš odgojen na puno konzervativnijoj minhenskoj Akademiji, ulazi u nove tekovine kao već formiran umjetnik i nikada nije uspio u potpunosti raskinuti s akademizmom. Čikoš je zapravo pokušao nemoguće: „staviti akademizam u službu simbolizma.“ (G. Gamulin, 1995.)
Umro je u Zagrebu 1931. godine. Pokopan je na zagrebačkome groblju Mirogoju.

## Likovna kritika o Čikošu
Raznovrsnost Čikoševih slikarskih nastojanja i naglašeno nastojanje da svaki puta iznova nadmaši vlastite mogućnosti rezultirali su povremenim neshvaćanjem njegova rada i pokojom negativnom kritikom. 
Već Izidor Kršnjavi kao njegov mentor i mecena opširno piše o njegovom radu, priznavajući mu neupitan talent i smisao za kompoziciju (prema kojoj ga je usmjeravao poslavši ga na bečku i minhensku Akademiju). Međutim, oštro kritizira svaki njegov rad koji naginje modernom, opisujući ta djela kao nedovršena, izravno iznoseći svoju kritiku Bukovčeva slobodnjačkog izraza. Kršnjavi je poprilično dobro opazio kako Čikoš „neprestano mijenja tehnike, stavlja si nedohvative zadaće, dade se odvratiti od sebi stvorenih zapreka“ (R. Vuković, 2012.), što ga onemogućuje u postizanju savršenstva. O Čikoševu radu opširno je pisao i njegov suvremenik, pisac Antun Gustav Matoš. On prepoznaje Čikoša kao „najrefleksivnijeg, najproblemskijeg i najnespokojnijeg hrvatskog slikara“, najmodernijeg slikara mlađeg naraštaja, istovremeno mu zamjerajući pretjeranu poetičnost kao glavnu manu, koja rezultira time da je njegovo „osjećanje više pjesničko, no slikarsko, da na slikama odviše – piše“. 
Prva Čikoševa monografija objavljena je 1920. godine, a autor predgovora Vladimir Lunaček navodi kako „Čikoš imade uz Medovića jedini od sviju naših umjetnika duboku religiju u sebi“, ali unatoč tomu, „njegove su slike kao kod svih umjetnika presićene seksualnošću“.
Čikošev učenik, slikar Ljubo Babić priznaje mu, osim istaknute pedagoške uloge, i ključnu ulogu u oblikovanju zagrebačkog umjetničkog kruga s početka 20. stoljeća. „Bio je to intelekt, koji je komponirao za Bukovca, koji je djelovao na Valdeca, korigirao Auera, dijelio savjete Crnčiću i Kovačeviću“.
Sličnu sliku Čikoša daje i Matko Peić: „Prijatelj astronoma Otona Kučere, čitaoc Pitagore, pregalac na izumu perpetuuma mobile, čovjek kojega zanimaju hijeroglifi, slikar koji crtajući studira antičke vaze, hram Salomonov, perzijske žrtvenike, asirske pokale – taj je Csikos doživio lijepi paradoks, da je daleko od svih `velikih´ misli ostvario svoj najsenzibilniji izraz na malim slikama“.
Najopsežnije i najsustavnije je o Čikoševu radu pisao Vinko Zlamalik u nekoliko navrata između 1964. i 1984. godine. Osobito mjesto u dosadašnjoj literaturi o slikaru zauzima Zlamalikova monografija Bela Čikoš Sesija – začetnik simbolizma u Hrvatskoj. Već u samom naslovu jasno se očitava osnovna teza. Zanimljiva je i prilično dobra njegova definicija simbolizma koji „nije stil nego osebujna likovna struja... simbolistički umjetnik se služi raznovrsnim stilskim sredstvima iz ranijih epoha (pa i secesijskim)... zajednički nazivnik simbolizma: ne ostati pri opažaju, `prodrijeti´ iza stvari i iza svijeta, prijeći preko granica očitosti“.
Božidar Gagro opaža da Čikošev simbolizam prati zahtjeve manifesta Georgesa Alberta Auriera „Simbolizam u slikarstvu“ iz 1891. godine, u kojem on navodi kako slikarstvo treba biti: ideističko, simboličko, sintetičko, subjektivističko i dekorativno. U svojoj knjizi Hrvatsko slikarstvo na prijelazu iz XIX. u XX. stoljeće (1995.) Grgo Gamulin sumira i sintetizira svu likovnu kritiku Čikoševa opusa, navodeći ga kao jednog od epohalnih slikara hrvatske Moderne.

## Izložbe radova
Za života: 
- 1888. izložba nagrađenih studentskih radova Akademije likovnih umjetnosti u Beču
- 1894./1895. Hrvatska narodna umjetnička izložba u Zagrebu
- 1896. Milenijska izložba u Budimpešti; Umjetnički bazar u Zagrebu
- 1897. Međunarodna umjetnička izložba u Kopenhagenu
- 1898./1899. izložba Društva hrvatskih umjetnika („Hrvatski salon“)
- 1899./1900. austrougarska izložba u Petrogradu i Moskvi
- 1901. VII. izložba Društva hrvatskih umjetnika u Varaždinu i na Sušaku
- 1902. izložba Društva umjetnosti u Zagrebu
- 1903. X. izložba društva „Manes“ u Pragu
- 1904. izlaže u Beogradu s „Ladom“
- 1906. II. izložba „Lade“ u Sofiji; Izložba Hrvatskog društva umjetnosti u Zagrebu
- 1908. III. jugoslavenska izložba „Lade“ u Zagrebu
- 1911. izložba „Radovi domaćih umjetnika“ u Osijeku; izložba Hrvatskog društva umjetnika i Zagrebu
- 1912. izložba Hrvatskog društva umjetnosti u Beču; izložba „Lade“ u Zagrebu; IV. jugoslavenska izložba u Beogradu
- 1913. izložba Hrvatskog društva umjetnosti u Zagrebu
- 1915. izložba Hrvatski umjetnici za obitelji nastradalih ratnika u Zagrebu
- 1916. izložba hrvatskih umjetnika u Osijeku; Umjetnička izložba slika u Zagrebu
- 1918. Umjetnička izložba u Rijeci
- 1919. Exposition des artistes yougoslaves u Parizu (kao vođa delegacije)
- 1920. izložba zagrebačke sekcije Lade u Zagrebu
- 1921. izložba Lade u Osijeku
- 1922. V. jugoslavenska izložba u Beogradu
- 1923. izložba u Salonu Ulrich u Varaždinu
- 1925. Retrospektivna izložba Bele Csikosa Sesie u Zagrebu i internacionalna izložba u Rijeci

Nakon smrti:
- 1952. izložba skica i studija Bele Csikosa u Rijeci
- 1964. izložba Bele Csikosa Sesie u Zagrebu
- 1974. izložba Bele Csikosa Sesie u Zagrebu
- 2007. izložba Bele Csikosa Sesie u Galeriji Ulrich u Zagrebu
- 2009. izložba crteža Bele Csikosa Sesie „Apokalipsa“ u Galeriji Račić u Zagrebu
- 2012. izložba Bele Csikosa Sesie „Za psihom, sliko!“ u Umjetničkom paviljonu u Zagrebu

## Spomen
- 2013.: Hrvatska pošta izdala je poštansku marku s njegovom slikom Sapfa, u seriji poštanskih maraka "Hrvatska likovna umjetnost".[8]

## Galerija djela
- Dante pred vratima čistilišta, u Hrvatskom institutu za povijest u Zagrebu
- Marko Antonije nad Cezarom, u Hrvatskom institutu za povijest u Zagrebu
- Odisej ubija prosce,  u Hrvatskom institutu za povijest u Zagrebu
- Valpurgina noć,  u Hrvatskom institutu za povijest u Zagrebu
- Janko Kamauf, portret zagrebačkog gradonačelnika Janka Kamaufa, u Muzeju grada Zagreba
- Homer uči Dantea, Shakespearea i Goethea pjevati,  u Hrvatskom institutu za povijest u Zagrebu

## Izbor iz literature
- Gamulin, Grgo. Hrvatsko slikarstvo na prijelazu iz XIX. u XX. stoljeće, Zagreb: Naprijed, 1995.
- Lunaček, Vladimir. Bela Čikoš Sesia, Zagreb: J. Čaklović, 1920.
- Vuković, Radovan., ur. Za Psihom, sliko!: Bela Csikos Sesia: 1864.-1931.: retrospektiva, (katalog izložbe, Umjetnički paviljon, 19. siječnja - 11. ožujka 2012.). Zagreb: Umjetnički paviljon, 2012.
- Zlamalik, Vinko. Bela Čikoš Sesija: začetnik simbolizma u Hrvatskoj (doktorska disertacija), Zagreb: Sveučilište u Zagrebu, Filozofski fakultet, 1983.

## Vanjske poveznice

### Sestrinski projekti
|  | Zajednički poslužitelj ima još gradiva o temi Bela Čikoš Sesija |

### Mrežna mjesta
- Igor Brešan, Retrospektiva Bele Čikoša Sesije: Soldat i simbolist Arhivirana inačica izvorne stranice od 11. siječnja 2012. (Wayback Machine), slobodnadalmacija.hr, 6. siječnja 2012.
- Patricia Kiš, Sve Beline žene: supruga Justina, sluškinja Dora, Slava Raškaj.. Arhivirana inačica izvorne stranice od 14. svibnja 2013. (Wayback Machine), jutarnji.hr, 17. siječnja 2012.
- Biografija: Bela Čikoš Sesija Arhivirana inačica izvorne stranice od 17. travnja 2015. (Wayback Machine), essekeri.hr
- Gavrilović, Feđa. Slikar velikih ideja i velikih osjećanja Arhivirana inačica izvorne stranice od 20. kolovoza 2012. (Wayback Machine), Vijenac, broj 467, 26. siječnja 2012.